# Торвальд Мандрівник

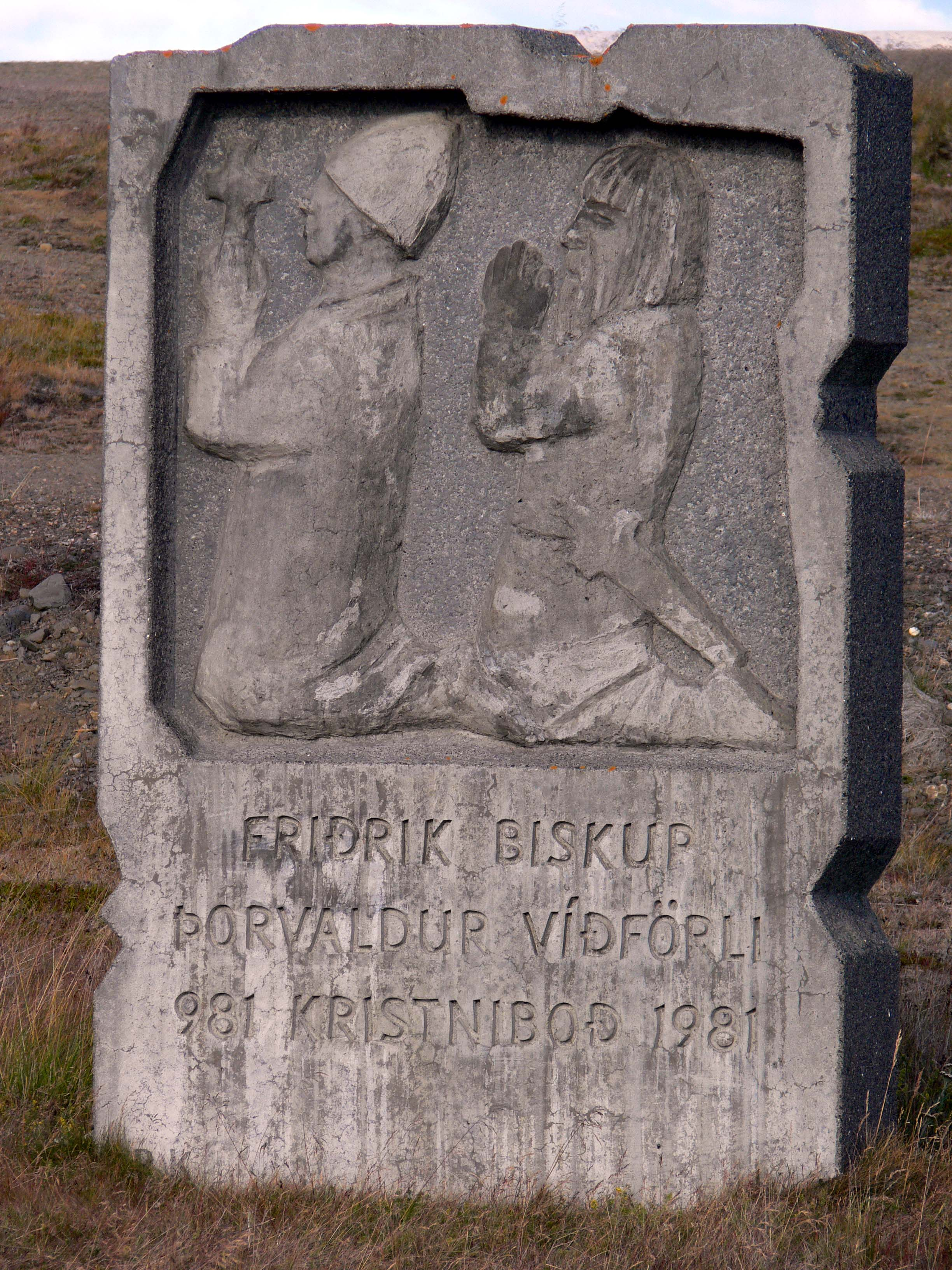
Пам'ятник єпископу Фрідреку і Торвальду Мандрівнику

Торвальд Мандрівник, (також Торвальд Кодранссон; (ісл. Þorvaldr Koðránsson inn víðförli; близько 930/950, Ісландія — близько 995, Полоцьк) — благочестивий ісландський монах та видатний церковний діяч X століття. Перший християнський місіонер в Ісландії. Вважався святим серед сучасників. Засновник монастиря Святого Йоана Предтечі під Полоцьком (нинішня Білорусь).

## Біографія
Походив з роду Барда з Алля (Норвегія), належав до ісландського клану Скідунґів. Батько — Кодран, що жив у Ґільї, у Вантсдалі неподалік від узбережжя Ґунавлой.
Життя Торвальда також описане в «Сазі про Торвальда-мандрівника» (ісл. Þorvalds þáttr). Сага оповідає, що у другій половині Х-го століття він брав активну участь в християнізації Ісландії. Прийнявши християнство за кордоном, у 980 році Торвальд повернувся до Ісландії з Саксонії, привізши зі собою німецького єпископа Фрідрека (ісл. Friðrekr), про якого мало що відомо. Спроби Торвальда навернути ісландців до християнства не мали великого успіху. Ісландські погани його висміювали і зрештою змусили втекти з Ісландії після конфлікту, в якому загинуло двоє людей. Торвальд та Фрідрек стали жертвами наклепів з боку язичників. Сага оповідає, що погани намагалися спалити Фрідрека у його домі, проте трапилося надприродне чудо, яке перешкодило їм у цьому.
Наприкінці свого життя Торвальд вирушив до Єрусалиму, а звідти до Греції, де користувався великою пошаною у константинопольського імператора та візантійського духовенства через своє високе благочестя. Повідомляється також, що візантійський імператор послав його на Русь, де Торвальд заснував монастир при церкві святого Йоана Хрестителя, у якому і закінчив своє життя як монах.
Ці дані доповнює й інша сага, де йдеться про паломництво Торвальда до Єрусалиму та Міклагарду (Константинополя) а потім до Києва, «по східному березі Дніпра» та про його смерть на Русі, неподалік від Полоцька, де його було поховано у пагорбі поблизу церкви Йоана Хрестителя. Літописець зазначає теж, що «і його називають святим». На підтвердження приводиться строфа скальда (поета) Бранда Мандрівника який побував там де «похований святий (Торвальд) у горі при церкві Йоана».

## Поема Торвальда Мандрівника
Приблизний переклад з данської:
| Foer jeg med herlig Lære, — Йду я зі славетним вченням Høre dog vilde mig ingen, — Проте ніхто не хоче мене чути Goden Hæder fra Guldets — Добру золоту славу Giver førte vi næppe; — Ішли ми майже не роздаючи Ej med Gjævhed den Gamle — Ані стару на марне Galed fra Hedningehjalet — Ворону язичництва Ligemod Skjalden, den Gydje — Як і чаклунку ворожку Gud vil ødelægge!" — Бог знищить! [2] |